# Eva Hansen-Hoszek
Eva Marie Hansen-Hoszek, född 27 april 1962 är en svensk volleybollspelare (passare och spiker).  Hon är med 178 landskamper (1981-1991) den spelare som har spelat flest landskamper i volleyboll på damsidan i Sverige. Hon tillhörde de första tolv spelare som valdes in i svensk volleybolls hall of fame 2021. På klubbnivå spelade hon för Vallentuna VBK, Sollentuna VK och RCD Espanyol. Hon har vunnit sex SM-guld inom inomhusvolleyboll och fyra SM-guld i beachvolley.
Eva är gift med Tomas Hoszek, även han landslagsspelare i volleyboll.